# A treia cale
A treia cale este o poziționare politică asemănătoare cu centrismul care încearcă să reconcilieze politica de dreapta și de stânga prin susținerea unei sinteze a platformelor economice de centru-dreapta cu unele politici sociale de centru-stânga.
A treia cale a fost promovată de către partidele social-liberale și social-democrate. În Statele Unite ale Americii, o figură proeminentă a Celei de-a treia căi a fost fostul președinte Bill Clinton.